# 周枳
周枳（すき）は、京都府京丹後市大宮町の地名。大字としての名称は大宮町周枳（おおみやちょうすき）。2020年（令和2年）4月30日時点の人口は1,879人。

## 地理
竹野川流域の峰山盆地（中郡盆地）にあり、標高269mの木積山の西麓に位置する。木積山からは左坂川、幾坂川、外尾川が竹野川に流れ出ている。大字の西側には水田が広がり、その中央を国道312号大宮バイパスが縦断している。大宮バイパスと並行して京都府道656号間人大宮線が通り、この府道の周辺に集落が形成されている。北は大宮町河辺、西は大宮町口大野、南は大宮町三坂と大宮町森本、東は大宮町明田に接している。
周枳区が所有するため池としては、貞享3年（1686年）8月築造の左坂溜池、元禄年間（1688年 - 1704年）築造の堤谷溜池と河辺内溜池、享保2年（1717年）築造の比丘溜池、文化9年（1812年）冬築造の幾坂溜池、1889年（明治24年）12月築造の老谷溜池と深田溜池、1929年（昭和4年）3月築造の岡ノ宮溜池、1997年（平成9年）3月21日築造の栗ヶ奥溜池、小杉溜池の計10がある。
- 国道312号大宮バイパス
- 京都府道656号間人大宮線
- 京都府道657号明田京丹後大宮停車場線

### 人口
人口の出典は『周枳郷土誌』。
| 1817年（文化14年） | 680人  |
| 1885年（明治18年） | 858人  |
| 1920年（大正09年） | 1138人 |
| 1940年（昭和15年） | 1327人 |
| 1960年（昭和35年） | 1446人 |
| 1980年（昭和55年） | 1772人 |
| 2000年（平成12年） | 1753人 |

## 歴史

### 中世
大嘗会に神穀を献上するために卜定された主基（すき）方の里だったことが地名の由来とされる。主基から周枳の字に変わった年代や理由は定かでない。かつて式内社の大宮売神社は周枳社・主基社・須岐社などとも称されていた。平安時代中期の『和名類聚抄』（和名抄）には周枳郷が掲載されている。

### 近世

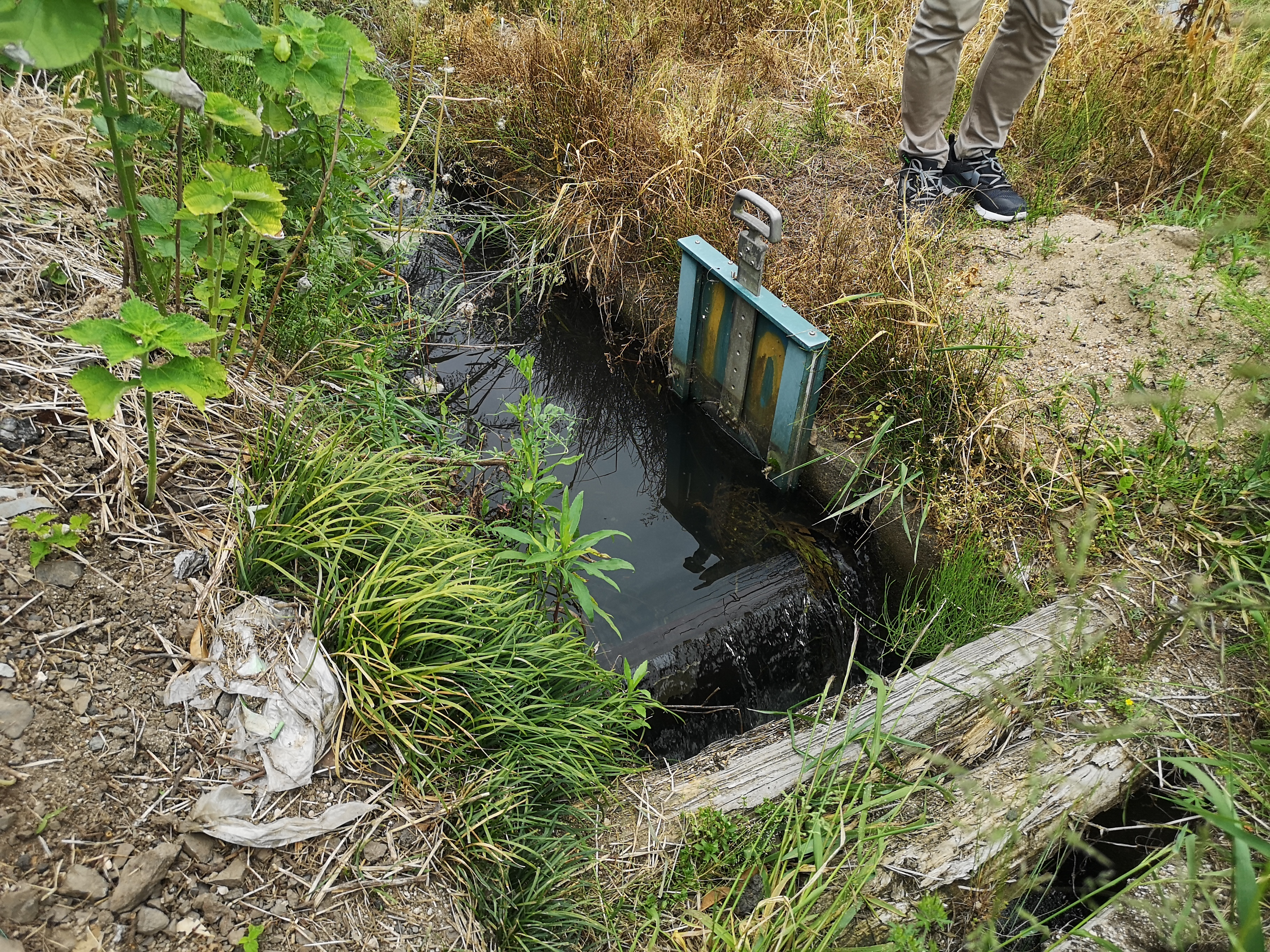
周枳井溝

近世の当初は宮津藩領だったが、寛文6年（1672年）に幕府領、寛文9年（1675年）に宮津藩領、延宝8年（1680年）に幕府領、天和元年（1681年）に宮津藩領と変遷した。慶長7年（1602年）の検地による村高は1081石余、「宝永村々辻高帳」では1370石余、「宝暦郷村之覚」でも1370石余、「天保郷帳」や「旧高旧領」でも1370石余だった。
周枳は常に水不足に悩まされていた。寛文12年（1672年）4月には竹野川から水を引いた農業用水の周枳井溝が竣工した。貞享3年（1686年）築造の左坂溜池や元禄年間（1688年 - 1704年）築造の河辺内溜池を始まりとして、周枳村には村が所有する10の溜池や個人が所有する約20の溜池があった。
文化14年（1817年）の戸数は175戸、人口は680人だった。文政4年（1821年）の村指出帳によると7軒の縮緬屋（丹後ちりめん）があった。

### 近代
1871年（明治4年）には宮津県の所属となり、その後豊岡県の所属となったが、1876年（明治9年）に京都府の所属で落ち着いた。1872年（明治5年）の戸数は150戸、人口は666人であり、9軒の縮緬屋があった。1873年（明治6年）12月6日には周枳学校（第11区2小区峰山幹校周枳支校）が開校した。
1889年（明治22年）4月1日、町村制の施行によって単独で中郡周枳村が発足した。周枳村は内務省による標準戸数の300戸には達しておらず、口大野村、三坂村、周枳村の3村によって自治体を形成する案もあったが、単独村を主張して認められる形となった。
1927年（昭和2年）3月7日の北丹後地震では竹野川の西側より東側のほうが被害が少なかった。239戸あった周枳村では建物被害として全壊50棟、半壊296棟があり、人的被害として死者7人、負傷者32人があった。周枳小学校は暫定的に大宮売神社境内で授業を行い、3月19日から校舎に戻った。大宮売神社は本殿と御輿庫が半壊し、玉垣・石灯籠・末社・反橋などが倒壊した。妙受寺は本堂・鐘楼・山門が全壊、庫裏が半壊し、願成寺は客殿が全壊、本堂と庫裏が半壊した。
1916年（大正5年）には耕地整理事業に着工し、1926年（大正15年）には予定した工事が完了した。北丹後地震では道路や井堰などに多くの被害が出たが、1930年（昭和5年）5月には略災害復旧工事が完了し、1932年（昭和7年）4月29日には耕地整理完工式が挙行されて記念碑が建立された。1932年（昭和7年）と1933年（昭和8年）には向地と外尾を結ぶ村道が新設され、1937年（昭和12年）にはこの村道の脇に周枳小学校のグランドも兼ねる周枳グランドが完成し、4月29日にグランド開きとして村民運動会が開催された。

### 現代
1950年（昭和25年）の戸数は367、人口は1427だった。1951年（昭和26年）4月1日、周枳村、口大野村、奥大野村、三重村、河辺村、常吉村が新設合併して大宮町が発足し、大宮町の大字として周枳が設置された。大宮町という町名は大宮売神社に由来する。
戦後には大宮町で織物業が急速に発展し、離農して専業機業家となる者もいた。1975年（昭和50年）時点の周枳の機業事業所数は205、機業従事者数は477であり、織機台数や出荷額は大宮町で2番目だった。
丹後ちりめんが不振となると、山林原野を優良農地として開発する丹後国営農地開発事業が進められた。1985年（昭和60年）から1986年（昭和61年）には国営農地三坂団地が造成され、1987年（昭和62年）に営農が開始された。1995年（平成7年）から1999年（平成11年）には4.3ヘクタールの国営農地周枳団地が造成され、2000年（平成12年）に営農が開始された。
2004年（平成16年）4月1日、大宮町が周辺5町と合併して京丹後市が発足し、京丹後市の大字として大宮町周枳が設置された。

## 経済

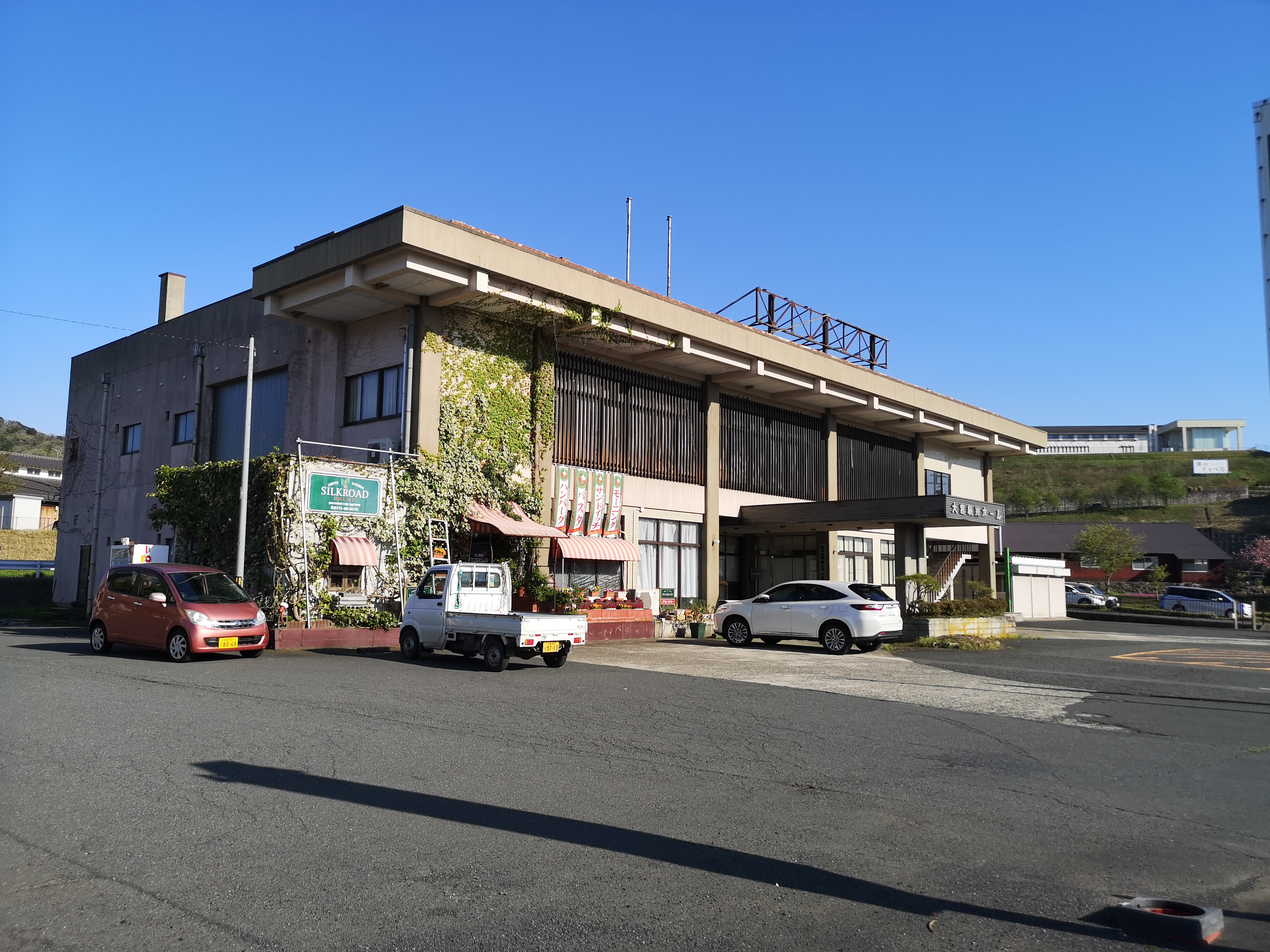
大宮織物ホール（周枳）

- 丹後ちりめん
- 白杉酒造

## 教育

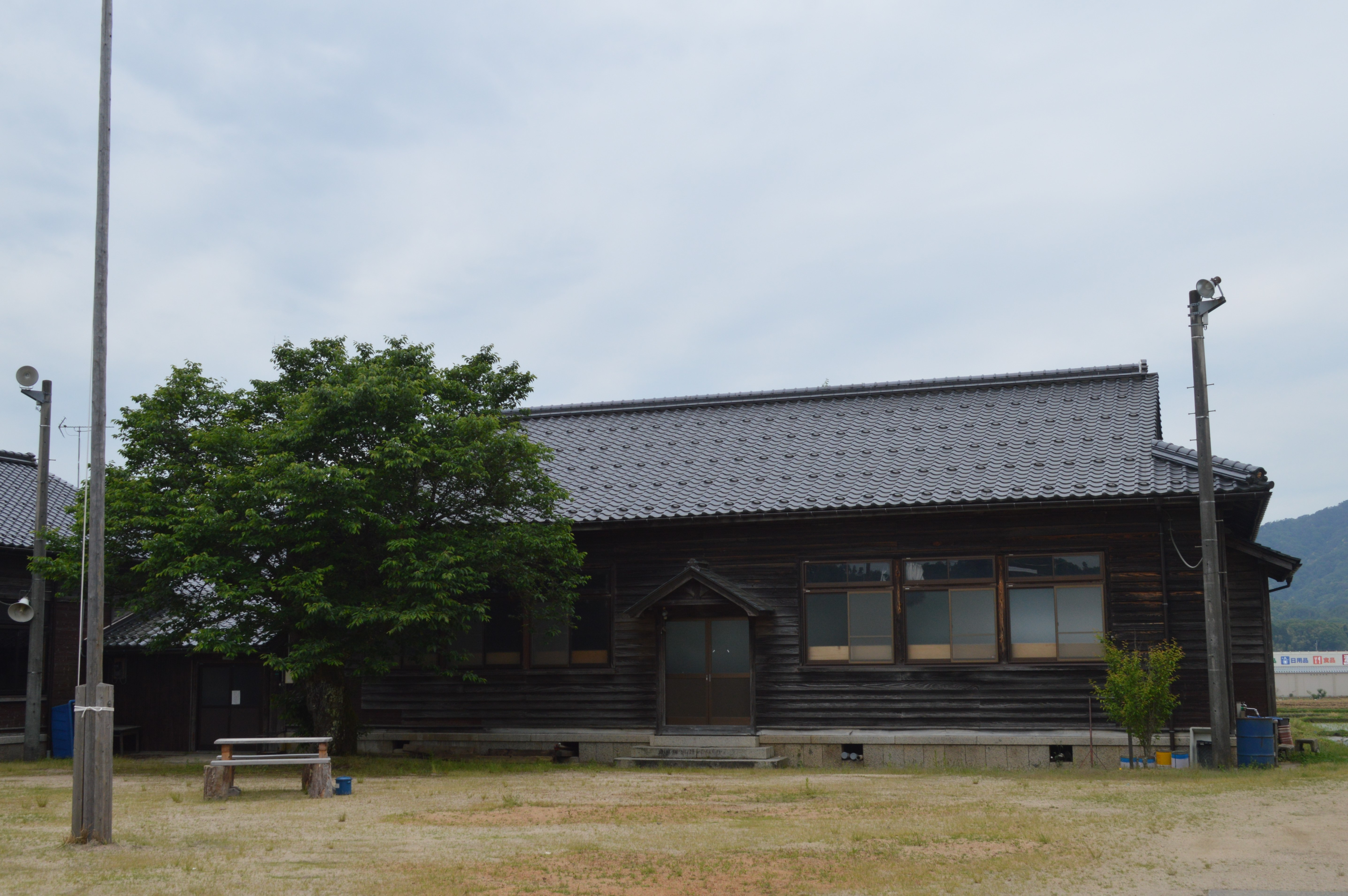
旧周枳小学校講堂

2022年（令和4年）時点の周枳は京丹後市立大宮第一小学校と京丹後市立大宮中学校の学区に含まれている。周枳には京丹後市立大宮こども園がある。

### 大宮町立周枳小学校
1873年（明治6年）12月6日には周枳学校（第11区2小区峰山幹校周枳支校）が開校した。北村・殿尾・向地が連合して設立した学校であり、当時の学区内の戸数は173戸、人口は731人だった。学齢児童は121人であり、うち男34人と女15人の計49人が就学したが、実際に出席し続けた児童は男32人と女3人程度だった。当初の周枳学校は殿尾にある永岡徳助の民家を用いていたが、狭隘化したことで1874年（明治7年）3月には妙受寺の本堂に移転した。1877年（明治10年）には妙受寺が再び狭隘化し、閉校まで使用される周枳村643番地・645番地に移転した。
1894年（明治27年）2月17日には講堂兼屋内運動場が完成した。1881年（明治14年）、1909年（明治42年）、1921年（大正10年）にはそれぞれ校舎が増築されている。1910年（明治43年）3月31日には高等科の設置が認可されて周枳尋常高等小学校に改称した。1927年（昭和2年）3月7日に発生した北丹後地震では校舎など建物の被害こそ少なかったが、児童1人が家屋の下敷きとなって死亡した。
1941年（昭和16年）4月1日、国民学校令によって周枳国民学校に改称した。1945年（昭和20年）4月には京都市立待賢国民学校から42人の学童疎開を受け入れた。1937年（昭和12年）には周枳グランドが完成しており、太平洋戦争末期には周枳グランドで甘藷などが栽培されている。1947年（昭和22年）4月1日には周枳村立周枳小学校に改称した。1951年（昭和26年）4月1日には大宮町立周枳小学校に改称した。1972年（昭和47年）3月25日には最後の卒業式を行い、4月1日には大宮町立第一小学校（後の大宮町立大宮第一小学校）に統合された。1974年（昭和49年）6月1日には大宮町立大宮第一小学校の新校舎が完成しているが、それまでは旧周枳小学校が大宮町立大宮第一小学校周枳校舎となった。
2022年（令和4年）時点でも1894年（明治27年）築の講堂兼屋内運動場が現存している。

## 名所・旧跡
- 左坂墳墓群
- 石明神遺跡
- 大宮売神社境内遺跡
- 老田遺跡
- 大宮売神社 - 式内社（名神大社）。丹後国二宮。旧社格は府社。石燈籠2基が国の重要文化財に、旧本殿が京丹後市指定有形文化財に指定されている。三番叟・笹ばやし・神楽が京丹後市指定無形民俗文化財に指定されている。
- 名所賀稲荷神社 - 祭神は倉稲魂命。天保5年（1834年）に社殿が建立され、弘化2年（1845年）9月に伏見稲荷大社の本願所である愛染寺から勧請された[14]。
- 荒塩神社 - 享和2年（1802年）10月に勧請されたと伝わる[14]。かつて参道両側には樹齢400年以上の2本のマツがあったが、落雷で枯死したことで1927年（昭和2年）に伐採された[14]。
- 願成寺 - 真宗本願寺派の寺院。本尊は阿弥陀如来[15]。「中郡寺院明細帳」によると、安永2年（1773年）に雅亮によって創建された[15]。宝永2年（1705年）に本堂が建立され、文政3年（1820年）に阿弥陀如来像が安置された[15]。1880年（明治13年）に現在の本堂が再建された[15]。1927年（昭和2年）の北丹後地震では客殿が倒壊したが、同年10月に再建された[15]。太平洋戦争時には金属類回収令によって梵鐘が供出され、1948年（昭和23年）2月に現在の梵鐘が迎えられた[15]。2000年（平成12年）には阿弥陀如来像などが盗難に遭い、2001年（平成13年）に現在の阿弥陀如来像が安置された[15]。
- 周徳寺 - 曹洞宗の寺院。本尊は釈迦牟尼仏[15]。由緒記によると、慶長5年（1600年）に鉄山和尚によって天橋寺と称して創建された[15]。慶安元年（1648年）に現在地に移転して天橋山周徳寺に改称した[15]。文化11年（1818年）には山門が建立された[15]。1942年（昭和17年）には金属類回収令によって梵鐘が供出され、1975年（昭和50年）に梵鐘が再鋳された[15]。
- 妙受寺 - 日蓮宗の寺院。本尊は大曼荼羅[15]。元和年間（1615年 - 1624年）に久光庵として開創され、慶安3年（1650年）に妙受寺に改称した[15]。元禄年間（1688年 - 1704年）に本堂が建立されたが、1927年（昭和2年）の北丹後地震で本堂と山門が全壊した[15]。
- 浄名庵 - 曹洞宗の寺院。本尊は薬師如来[15]。

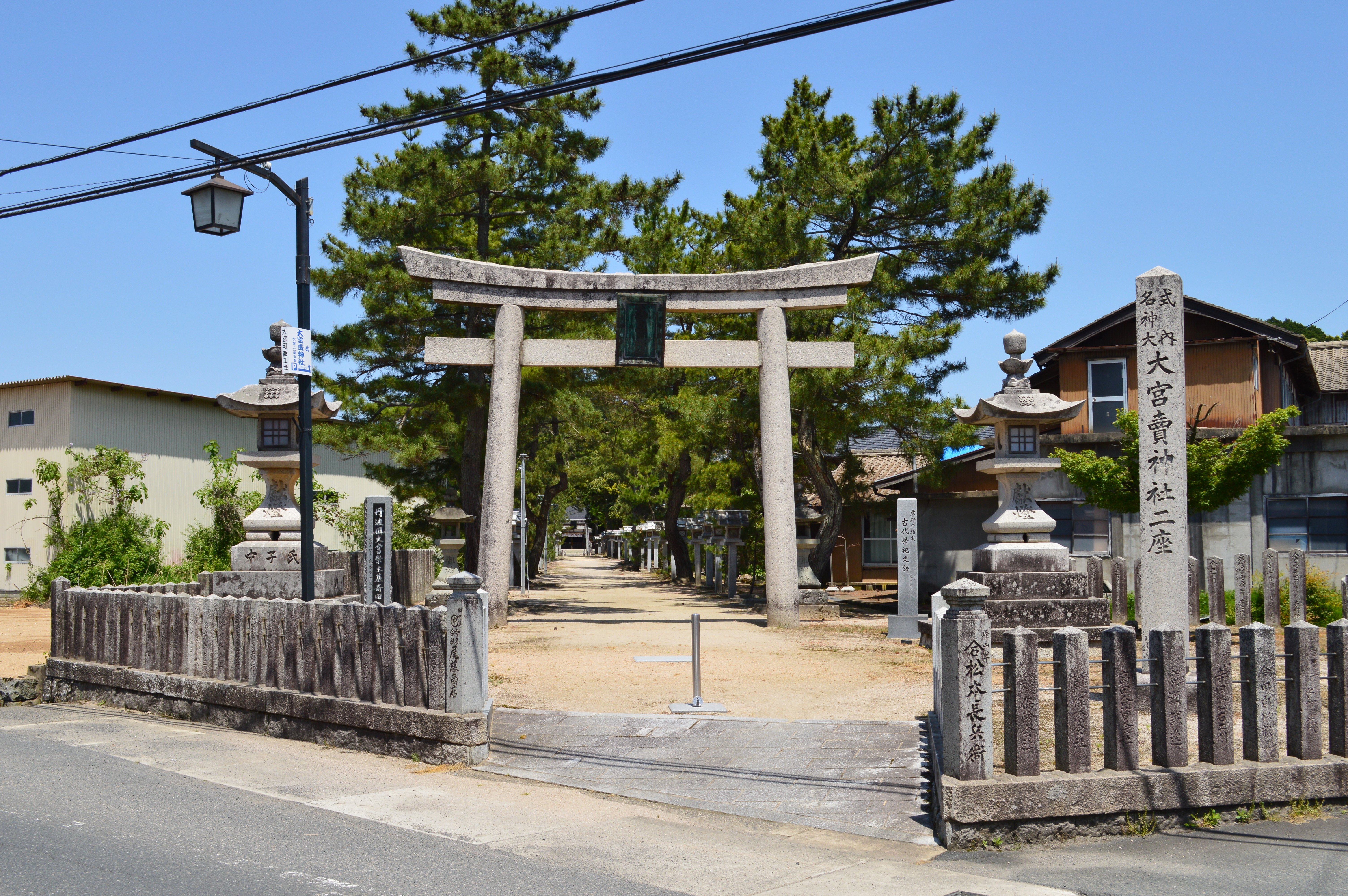
大宮売神社
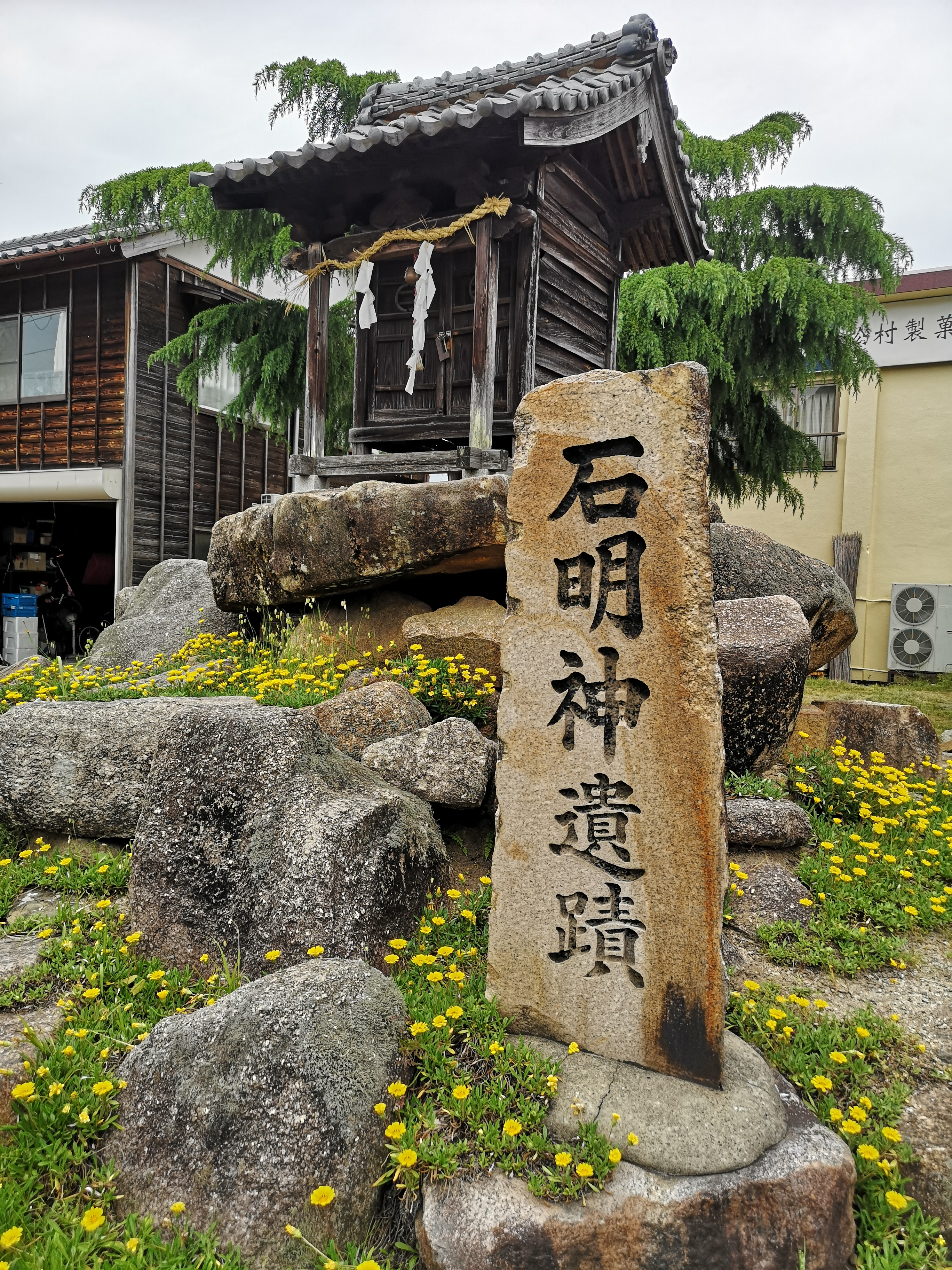
石明神遺蹟
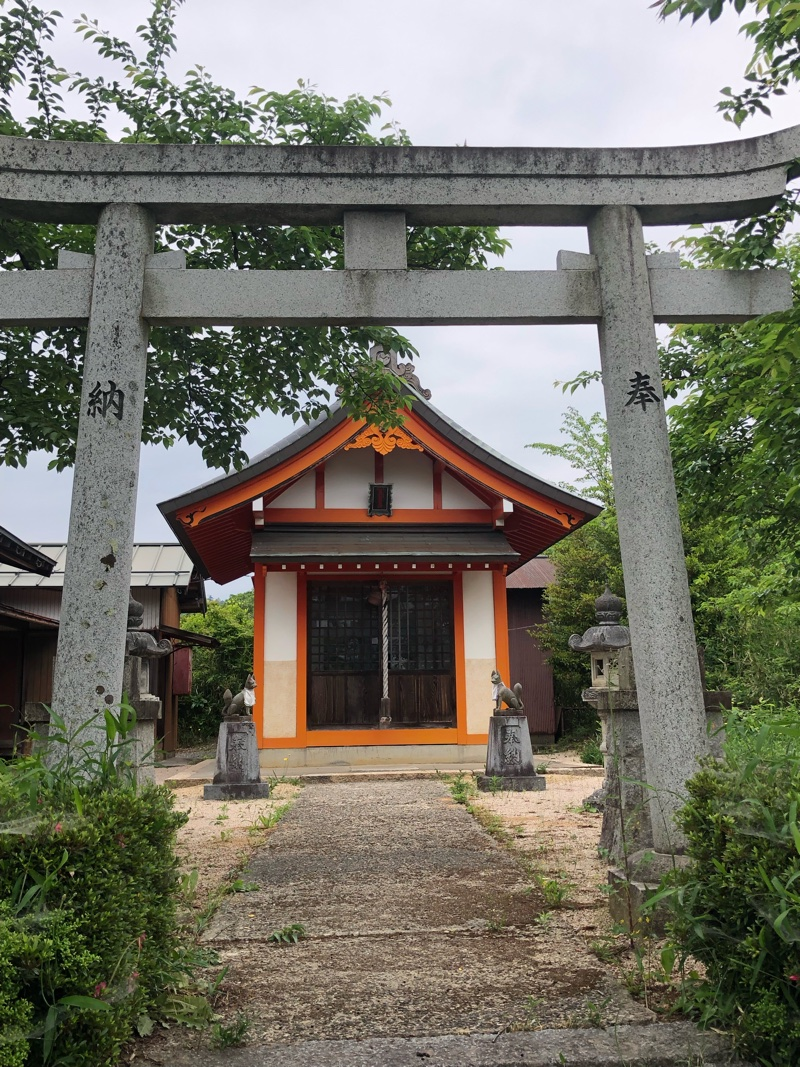
名所賀稲荷神社
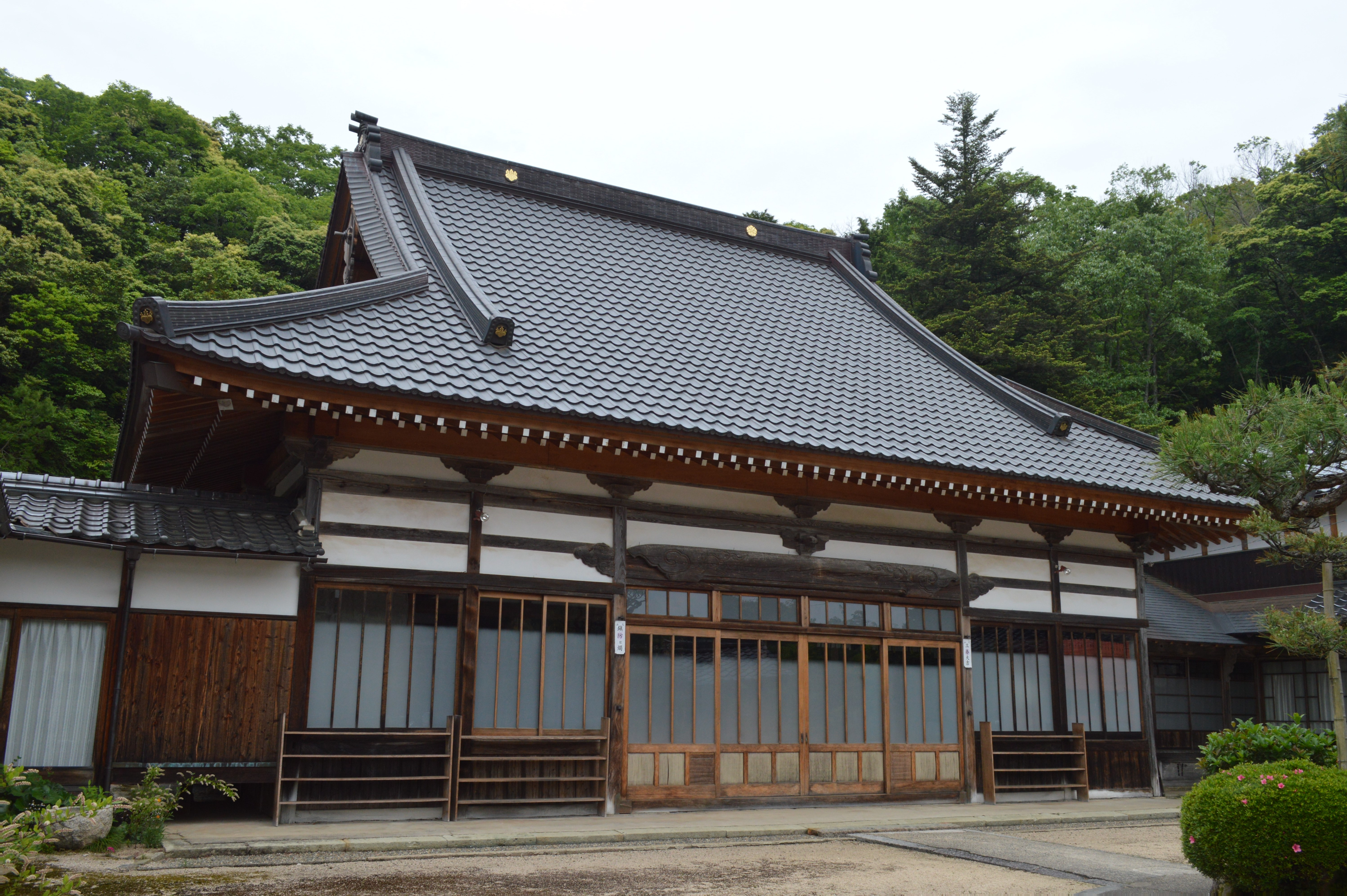
周徳寺
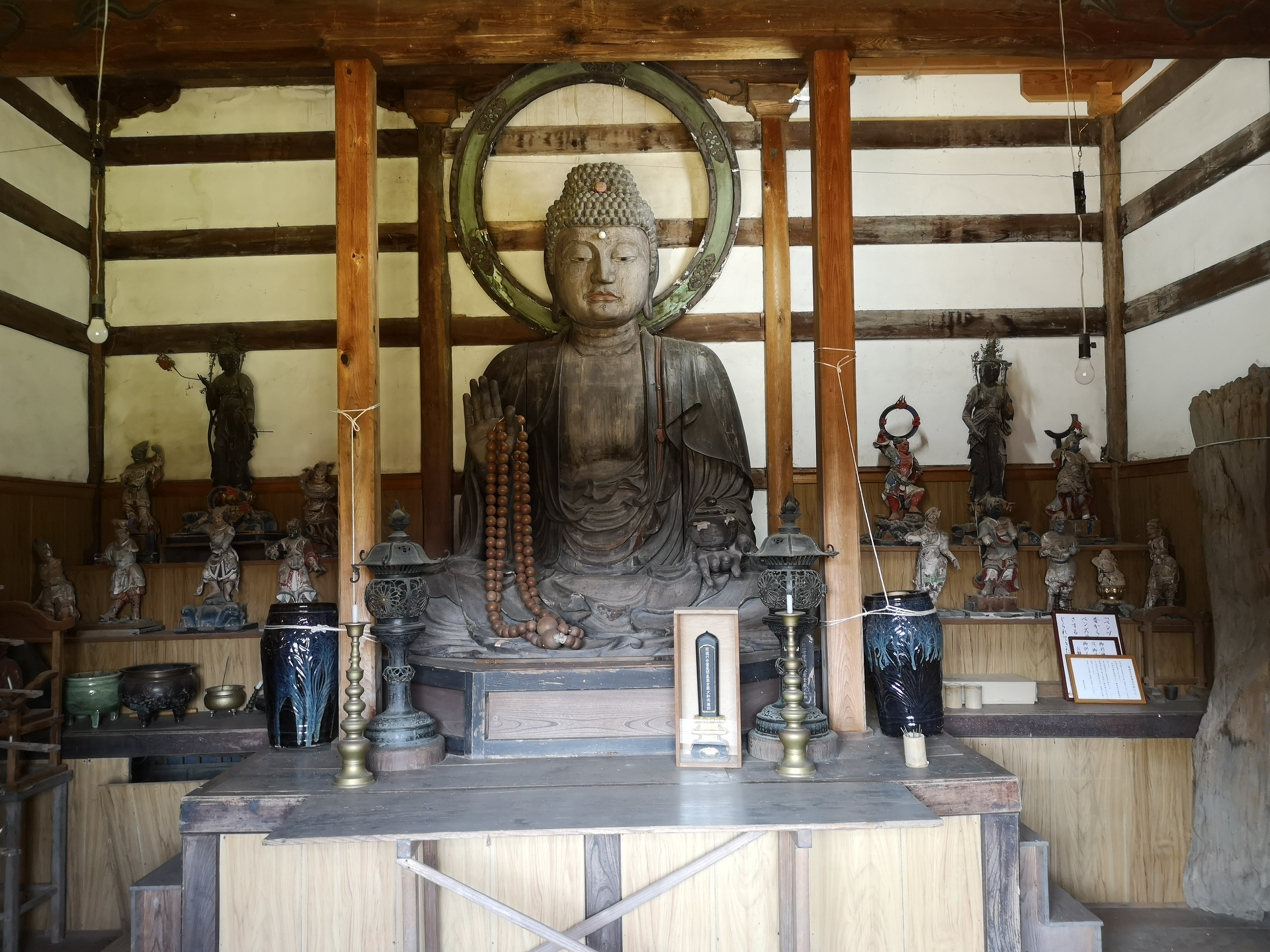
薬師堂（浄名庵）

## 施設

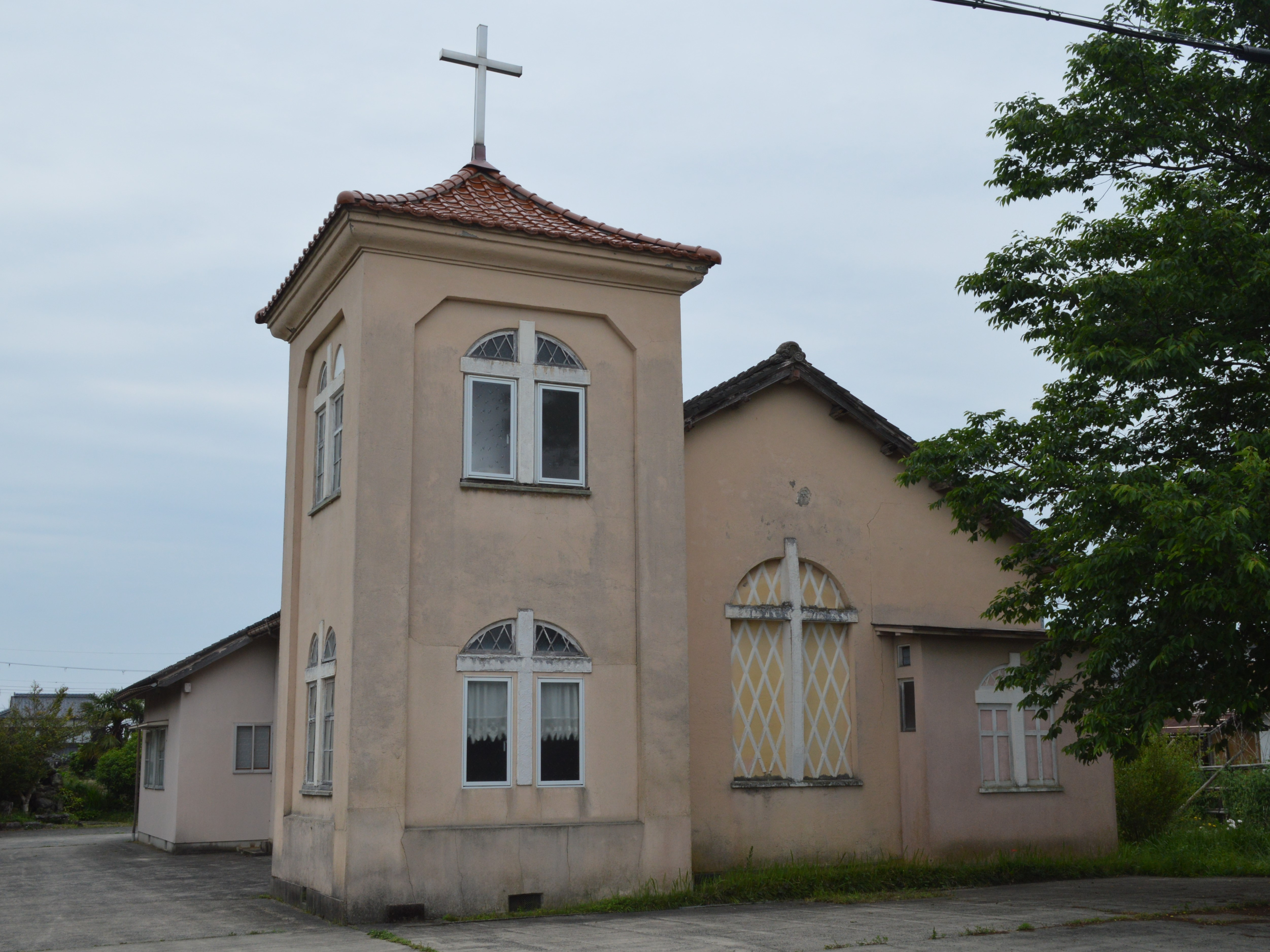
カトリック丹後大宮礼拝堂

- カトリック丹後大宮礼拝堂 - 1953年（昭和28年）9月11日に建立・献堂され、初代教会主任司祭としてタイタス・キャンベル神父が着任した[16]。周枳の信者からは1人の神父と5人の修道女が生まれている[16]。
- 周枳公民館
- 京都北都信用金庫大宮支店
- 国営農地周枳団地
- にしがき大宮バイパス店
- YAMASHOいととめEAT店
- ヤマダデンキテックランド京丹後店
- コメリハード&グリーン丹後大宮店
- ゴダイドラッグ大宮店

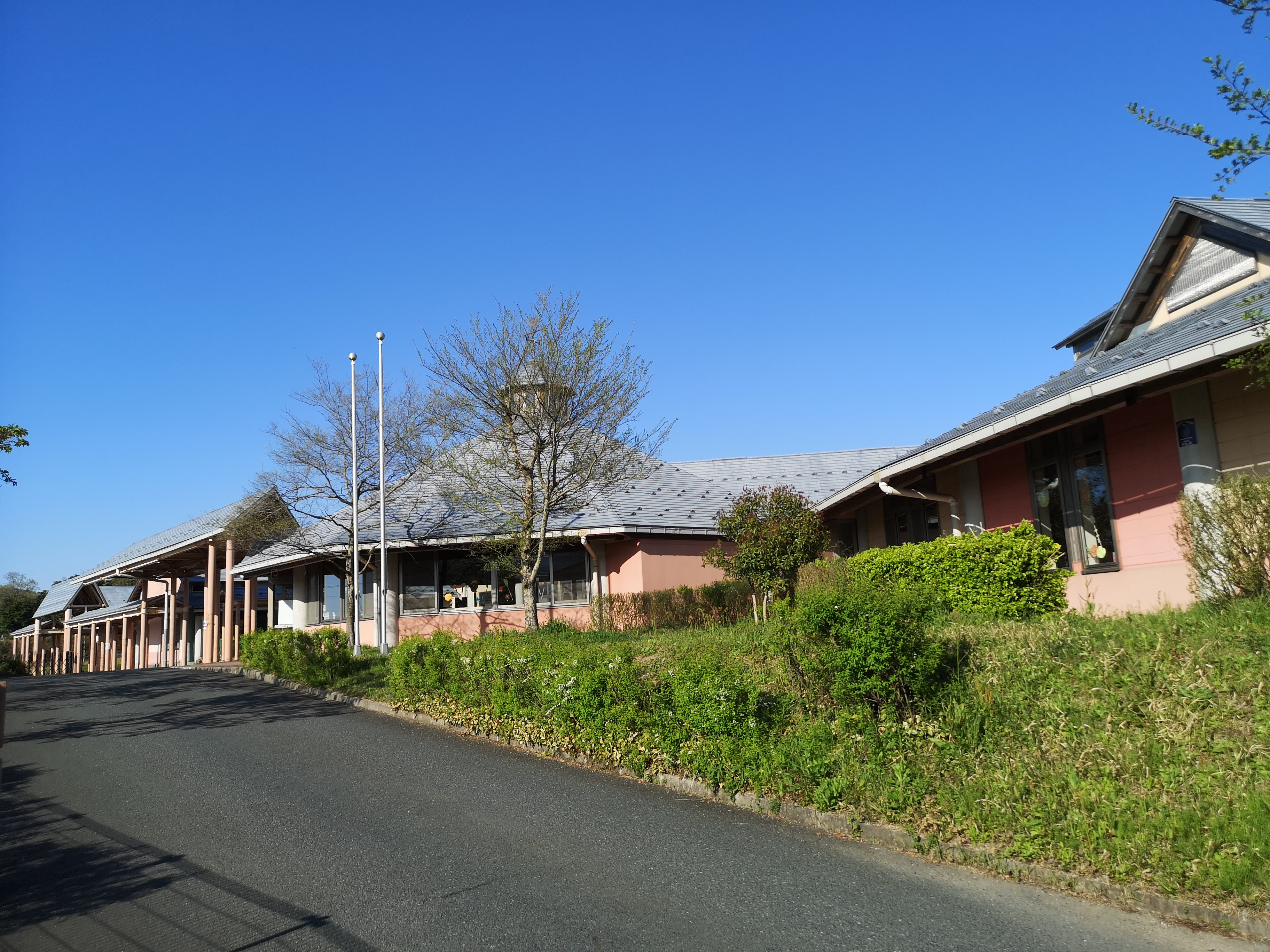
大宮南保育所
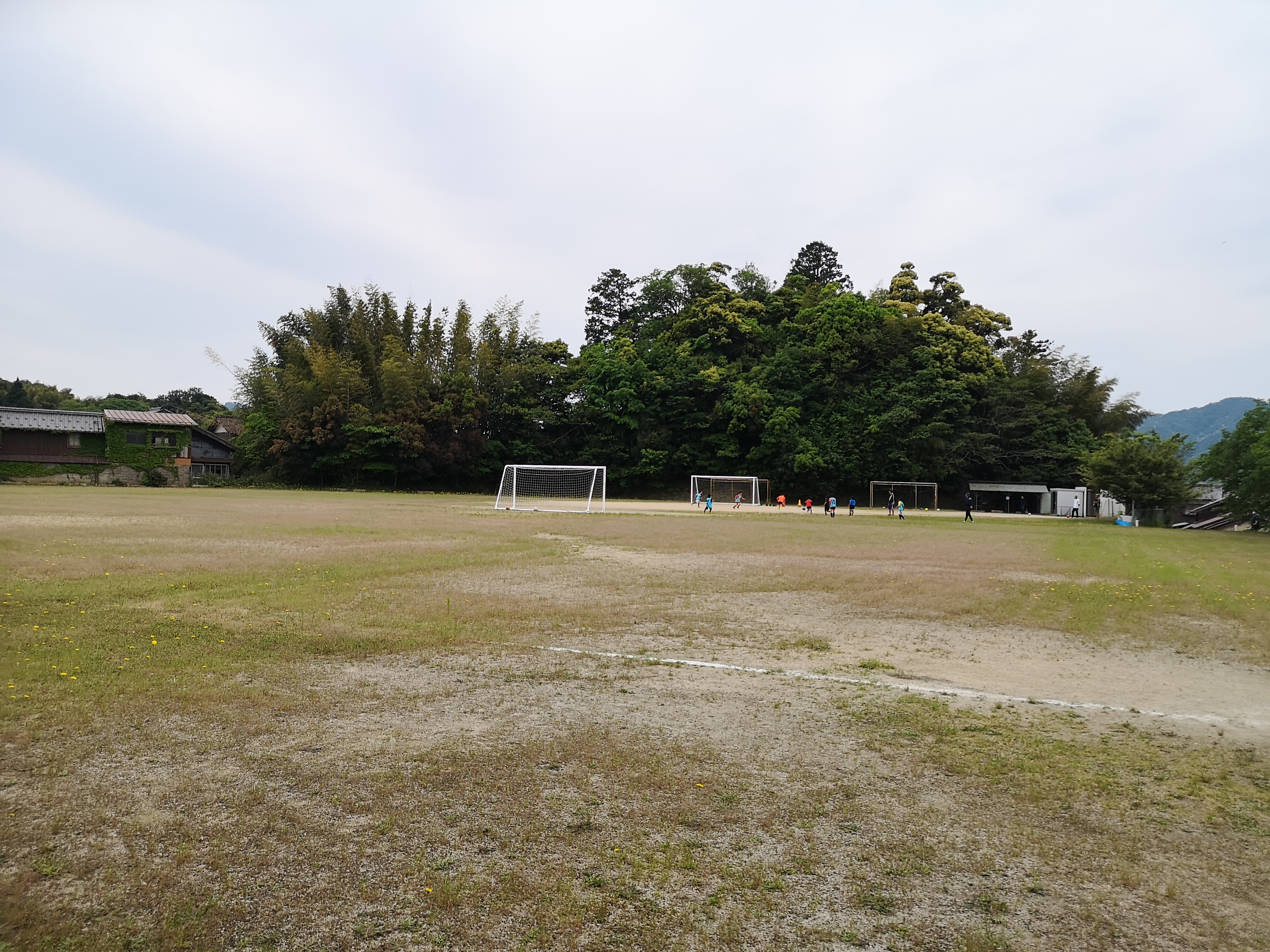
元周枳小学校のグラウンド
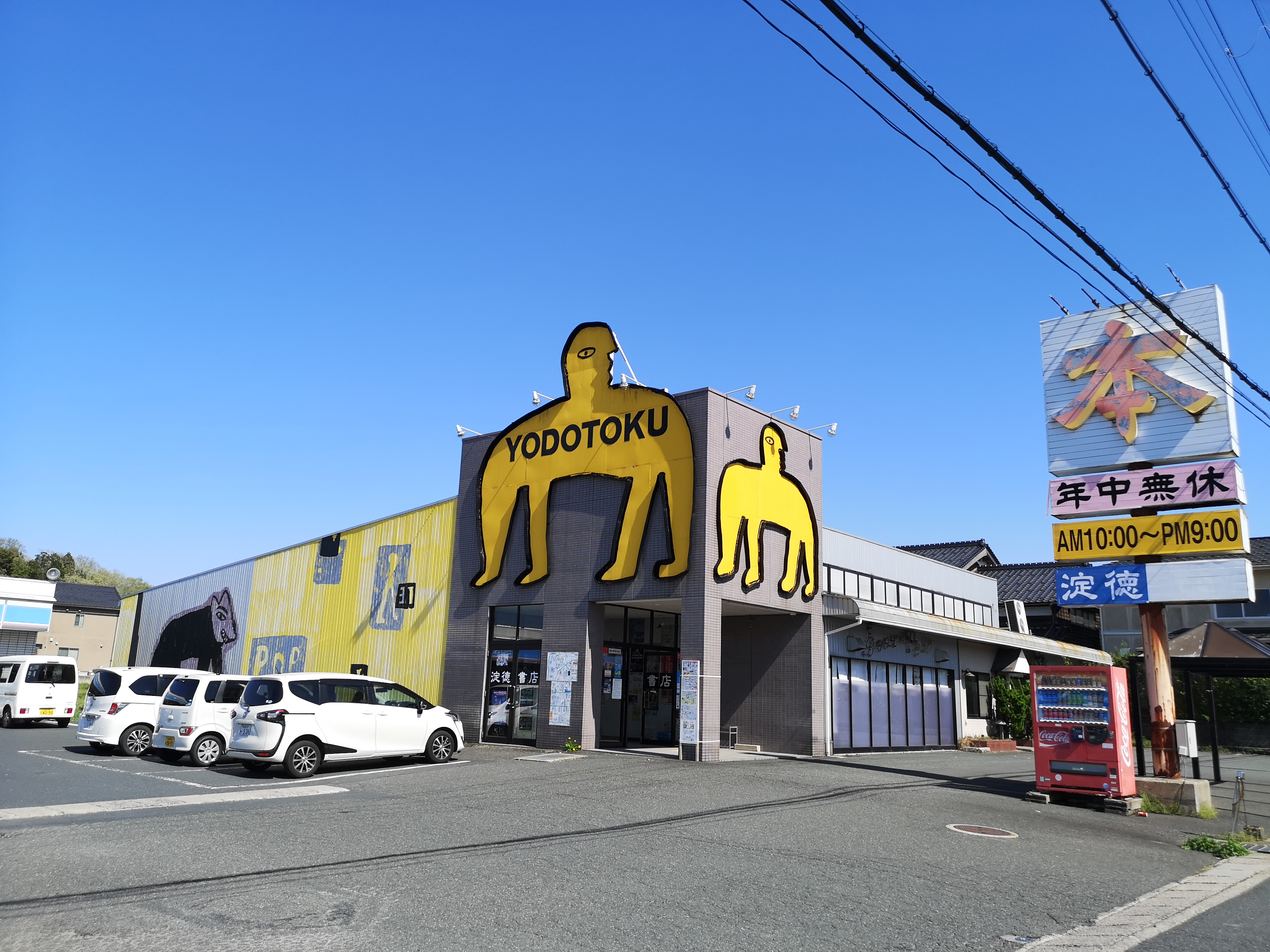
淀徳商店大宮バイパス店